# Diep.io
Diep.io es un juego de acción multijugador masivo en línea disponible para navegadores web, Android e iOS, creado por el desarrollador brasileño Matheus Valadares. Los jugadores controlan los tanques y ganan puntos destruyendo formas y matando a otros jugadores en una arena 2D. La versión móvil del juego fue lanzada en 2016 por Miniclip.

## Jugabilidad

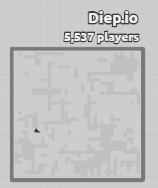
Mapa del modo maze

En Diep.io, el objetivo principal del jugador es ganar puntos destruyendo diferentes objetos poligonales y eliminando a otros jugadores disparando balas con su tanque. Al ganar puntos, el tanque sube de nivel. Subir de nivel permite al jugador invertir un punto de habilidad en las características del tanque, como la velocidad de movimiento y el daño de las balas, lo que permite a los jugadores obtener una ventaja sobre otros jugadores. Los jugadores también pueden actualizar su tanque a clases más poderosas cada 15 niveles hasta el nivel 45, dándoles habilidades que otros tanques pueden no tener.  Diep.io también tiene varios modos de juego diferentes con mecánicas de equipo.

## Recepción

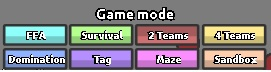
Modos de juego

Diep.io a menudo es elogiado por su diversa jugabilidad a través de sus diferentes modos de juego y actualizaciones de tanques.
Maddy Cohen, de Screen Rant, clasificó a Diep.io como el mejor videojuego que usa el dominio .io , afirmando que el juego es "realmente la crema de la crema de los juegos .io" y que puede mantener a los jugadores en línea durante horas. Cohen elogió la diversa jugabilidad del juego ofrecida por sus diferentes modos de juego y personalización de tanques. Anthony Coyle de Gazette Review enumeró Diep.io como uno de los cinco mejores juegos similares a Slither.io , un juego en línea multijugador masivo de 2016. John Corpuz de Tom's Guide mencionó a Diep.io como el tercer mejor juego ".io", detrás de Slither.io y Agar.io , y elogió su "sistema de actualización razonablemente envuelto", "una buena rejugabilidad" y "profundidad razonable". Arjun Sha de Beebom clasificó a Diep.io como uno de los doce mejores juegos alternativos a Agar.io, elogiando las características de formación de equipos del juego y recomendando el juego a los lectores. Disha de Player.One describió Diep.io como "muy simple, pero extremadamente adictivo", afirmando que el éxito del juego no es una coincidencia.
Agar.io, Slither.io y Diep.io son conocidos comúnmente como los tres juegos ".io" principales y más populares, como lo menciona Curtis Silver de Forbes, John Corpuz de Tom's Guide, y Disha de Player.One
La capacidad de actualizar los tanques y las estadísticas permite muchas estrategias de juego y estilos de juego diferentes.